# Guapira marcano-bertii
Guapira marcano-bertii är en underblomsväxtart som beskrevs av Julian Alfred Steyermark. Guapira marcano-bertii ingår i släktet Guapira och familjen underblomsväxter. Inga underarter finns listade i Catalogue of Life.